# Scott Zwizanski
Scott Zwizanski ( 29 de maio de 1977), é um ciclista estadounidense.
Ganhou no ano 2003 uma etapa e a classificação geral do Tour de Christiana . Também foi vice-campeão dos EUA em scratch (pista).
No 2004 competiu para a equipa Ofoto-Lombardi Sports e um ano depois transladou-se a Kodak EasyShare Gallery-Serra Nevada. Em seu primeiro ano ganhou uma etapa no Tour de Medford Nova Camisola.
No 2007 passou a Priority Health-Bissell, ganhando uma etapa no Tour de Southland.
A partir de 2009 passou a competir pela equipa Kelly Benefit Strategies onde ganhou a Volta Ciclista do Uruguai, o Tour de Beauce e foi 3º no campeonato estadounidense contrarrelógio.
Em meados de 2010 confirmou-se que para a temporada 2011 mudava de equipa e passou ao UnitedHealthcare Pró Cycling Team de categoria continental profissional, mas ali esteve só uma temporada retornando em 2012 ao sua anterior equipa denominada agora Optum-Kelly Benefit Strategies equipa no que segue actualmente.

## Palmarés
2009
- Volta Ciclista do Uruguai, mais 1 etapa
- Tour de Beauce, mais 1 etapa
- 3º no Campeonato de Estados Unidos Contrarrelógio